# Ophiocrossota multispina
Ophiocrossota multispina is een slangster uit de familie Ophiuridae.
De wetenschappelijke naam van de soort werd in 1867 gepubliceerd door Axel Vilhelm Ljungman.